# Jungfrau (Tierkreiszeichen)

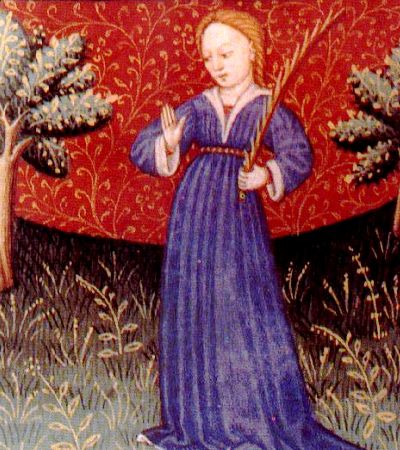
Jungfrau mit Kornähre

Astrologisches Symbol der Jungfrau

Das Tierkreiszeichen Jungfrau (altgriechisch παρθένος Parthénos, lateinisch Virgo) entspricht dem sechsten Abschnitt des Tierkreises von 150° bis 180° ekliptikaler Länge ab dem Frühlingspunkt.
Die Sonne befindet sich im Mittel in der Zeit zwischen 24. August und 23. September in diesem Zeichen. Aufgrund der Wanderung des Frühlingspunktes entspricht das Tierkreiszeichen Jungfrau heute nicht mehr dem Sternbild Jungfrau. Im Sternbild Jungfrau befindet sich die Sonne ungefähr in der Zeit zwischen 17. September und 31. Oktober.
Nach dem Tetrabiblos des Claudius Ptolemäus
- ist die Jungfrau weiblich (I.12) und
- der Merkur ist Herrscher des Zeichens, (I.17) und
- die Venus ist in der Jungfrau erhöht (I.19).

Als melothesische Entsprechung wurden der Jungfrau in der antiken Iatroastrologie die Eingeweide ohne die anderweitig vergebenen Organe Nieren und Milz zugeordnet. Die zugeordnete Gottheit war Ceres.
Mit Steinbock und Stier bildet die Jungfrau das Trigon des Elements Erde und mit Schütze, Fischen und Zwillingen das Quadrat der vier beweglichen Zeichen.
Das Zeichen war bereits Teil des babylonischen Tierkreises. Auf den MUL.APIN-Tafeln erscheint es als „Kornähre“ (AB.SIN). Es ist die Kornähre, die einerseits Spica (lateinisch Kornähre), dem Hauptstern des Sternbilds, und andererseits in der griechischen Mythologie der Jungfrau Kore, der in die Unterwelt verschleppten und im Frühjahr wieder erscheinenden Tochter der Demeter, entspricht.
Dargestellt wird das Zeichen seit der Antike als eine junge Frau, die eine einzelne Kornähre hält.
Ursprung und Interpretation des astrologischen Symbols sind unklar. Auffällig ist die Ähnlichkeit mit dem Symbol des Skorpions. Eine mögliche Erklärung ist, dass es sich um eine alte Form des Buchstabens „m“ handelt, was sich auf die besondere medizinische Bedeutung des Zeichens beziehen soll. Zur Unterscheidung wurde beim Skorpion dann ein Stachel angefügt und bei der Jungfrau eine geschwungene Linie, die wiederum die Kornähre symbolisieren soll.
Das Unicode-Zeichen für das Symbol ist U+264D (♍).